# Al Herman
Homer Gerald „Al“ Herman junior (* 15. März 1927 in Topton, Pennsylvania; † 18. Juni 1960 in West Haven, Connecticut) war ein US-amerikanischer Automobilrennfahrer.

## Karriere
Herman startete zwischen 1953 und 1960 in 11 Rennen zur AAA-National-Serie. Seine beste Platzierung war ein siebter Platz, den er 1955 in Indianapolis in einem Silnes-Offenhauser erreichte, was ihm auch den Titel "Rookie of the Year" einbrachte. Im gleichen Jahr wurde er bei einem Zwischenfall schwer verletzt, als sein Fahrzeug in Milwaukee in Flammen aufging und er schwere Verbrennungen davontrug. Insgesamt startete er fünf Mal in Indianapolis. In dieser Zeit waren die Indianapolis 500 ein Bestandteil der Formel-1-Grand-Prix-Serie, daher stehen auch fünf Grand-Prix-Starts in seiner Statistik.
Ansonsten fuhr er hauptsächlich Midget- und Sprintcar-Rennen. Im Juni 1960 verstarb er nach einem Unfall.

## Statistik

### Indy-500-Ergebnisse
| Jahr | Startnr. | Start | Qual. (km/h) | Ergebnis | Runden | Führung | Ausfall  |
| ---- | -------- | ----- | ------------ | -------- | ------ | ------- | -------- |
| 1953 | 93       | DNQ   |              |          |        |         |          |
| 1954 | 36       | DNQ   |              |          |        |         |          |
| 1955 | 71       | 16    | 224,982      | 7        | 200    | 0       |          |
| 1956 | 12       | 27    | 227,879      | 28       | 74     | 0       | Unfall   |
| 1957 | 89       | 30    | 225,288      | 21       | 111    | 0       | Unfall   |
| 1958 | 68       | DNQ   |              |          |        |         |          |
| 1958 | 75       | DNQ   |              |          |        |         |          |
| 1959 | 89       | 23    | 228,394      | 13       | 200    | 0       |          |
| 1960 | 76       | 30    | 228,233      | 32       | 34     | 0       | Kupplung |

| Legende  | Legende            | Legende                                                          |
| Farbe    | Abkürzung          | Bedeutung                                                        |
| -------- | ------------------ | ---------------------------------------------------------------- |
| Gold     | –                  | Sieg                                                             |
| Silber   | –                  | 2. Platz                                                         |
| Bronze   | –                  | 3. Platz                                                         |
| Grün     | –                  | Platzierung in den Punkten                                       |
| Blau     | –                  | Klassifiziert außerhalb der Punkteränge                          |
| Violett  | DNF                | Rennen nicht beendet (did not finish)                            |
| Violett  | NC                 | nicht klassifiziert (not classified)                             |
| Rot      | DNQ                | nicht qualifiziert (did not qualify)                             |
| Rot      | DNPQ               | in Vorqualifikation gescheitert (did not pre-qualify)            |
| Schwarz  | DSQ                | disqualifiziert (disqualified)                                   |
| Weiß     | DNS                | nicht am Start (did not start)                                   |
| Weiß     | WD                 | zurückgezogen (withdrawn)                                        |
| Hellblau | PO                 | nur am Training teilgenommen (practiced only)                    |
| Hellblau | TD                 | Freitags-Testfahrer (test driver)                                |
| ohne     | DNP                | nicht am Training teilgenommen (did not practice)                |
| ohne     | INJ                | verletzt oder krank (injured)                                    |
| ohne     | EX                 | ausgeschlossen (excluded)                                        |
| ohne     | DNA                | nicht erschienen (did not arrive)                                |
| ohne     | C                  | Rennen abgesagt (cancelled)                                      |
| ohne     | keine WM-Teilnahme |                                                                  |
| sonstige | P/fett             | Pole-Position                                                    |
| sonstige | 1/2/3/4/5/6/7/8    | Punktplatzierung im Sprint-/Qualifikationsrennen                 |
| sonstige | SR/kursiv          | Schnellste Rennrunde                                             |
| sonstige | *                  | nicht im Ziel, aufgrund der zurückgelegten Distanz aber gewertet |
| sonstige | ()                 | Streichresultate                                                 |
| sonstige | unterstrichen      | Führender in der Gesamtwertung                                   |